# Left Behind (2014)
Left Behind (bra: O Apocalipse; prt: Left Behind - A Última Profecia) é um filme de suspense apocalíptico norte-americano dirigido por Vic Armstrong, escrito por Paul e John LaLonde Patus e estrelando Nicolas Cage. É baseado na série de romances de mesmo nome, "Left Behind", escrita por Tim LaHaye e Jerry B. Jenkins, que se baseia na ideia de um arrebatamento pré-tribulação. Também serve como um remake de Left Behind: The Movie, de 2001.

## Elenco
- Nicolas Cage - Rayford Steele
- Chad Michael Murray - Cameron "Buck" Williams
- Cassi Thomson - Chloe Steele
- Lea Thompson - Irene Steele
- Jordin Sparks - Shasta Carvell
- Nicky Whelan - Hattie Durham
- Lance E. Nichols -Bruce Barnes
- William Ragsdale - Chris Smith
- Martin Klebba - Melvin Weir
- Quinton Aaron - Simon
- Judd Lormand - Jim
- Lolo Jones - Lori

## Recepção
Left Behind recebeu comentários negativos universais. No Rotten Tomatoes, o filme tem uma classificação de 2%, com base em 62 avaliações. No Metacritic, o filme tem uma pontuação de 12 em 100, baseado em 25 críticos, indicando "antipatia esmagadora". Também teve baixas bilheterias, com apenas US$19,7 milhões mundialmente.